# SOPPO
「SOPPO」（ソッポ）は、1979年10月にリリースされたツイストの6枚目のシングルである。

## 解説
オリコンチャートにおいて、ツイスト自身週間10位以内のランクインは、同曲が最後となった。
1988年には小泉今日子がアルバム『ナツメロ』でカバーした。

## エピソード
スージー鈴木は、間奏の松浦善博のギターソロに影響されてギターを始めた。

## 収録曲
1. SOPPO（4分19秒）
  - 作詞・作曲：世良公則／編曲：ツイスト+Toche
2. 晩炎－BURNING POINT－（3分37秒）
  - 作詞・作曲：ふとがね金太／編曲：ツイスト+Toche